# Glutinomyces
Glutinomyces is een geslacht van schimmels uit de familie Hyphodiscaceae. De typesoort is Glutinomyces brunneus.

## Soorten
Volgens Index Fungorum telt het geslacht vier soorten (peildatum februari 2022): 
| Soortnaam                    | Auteur(s)   | Publicatiejaar |
| ---------------------------- | ----------- | -------------- |
| Glutinomyces brunneus        | Nor. Nakam. | 2017           |
| Glutinomyces inflatus        | Nor. Nakam. | 2018           |
| Glutinomyces takaragaikensis | Nor. Nakam. | 2018           |
| Glutinomyces vulgaris        | Nor. Nakam. | 2018           |